# Abram Zygmunt Przysuski
Abram Zygmunt Przysuski (ur. 30 marca 1905 w Warszawie, zm. w lipcu 1941 w Mińsku) – działacz Związku Młodzieży Komunistycznej (ZMK/KZMP) i KPP.

## Życiorys
Syn Hersza, brat Salomona Ludwika, również działacza komunistycznego. Za działalność w kołach socjalistycznych wydalony z gimnazjum, studiował nauki humanistyczne na Wolnej Wszechnicy Polskiej. Od 1922 działacz ZMK/KZMP. Członek Komitetu Dzielnicowego (KD) ZMK na Powiślu i koła prelegentów Komitetu Warszawskiego ZMK. Kierował pracą uczniowskich kół komunistycznych. Współpracownik „Towarzysza”, centralnego organu prasowego ZMK. 1924-1925 sekretarz Komitetu Okręgowego (KO) ZMK Warszawa-Podmiejska, następnie członek KO ZMK w Łodzi. Działał m.in. w Zduńskiej Woli i Pabianicach. 1925-1928 i 1929-1932 więziony za działalność komunistyczną, w więzieniu w Mysłowicach był starostą komuny więziennej i organizował wykłady dla współwięźniów. W 1929 był sekretarzem KO ZMK w Siedlcach, następnie został pełnomocnikiem KC ZMK na Górny Śląsk, gdzie organizował zebrania i konferencje (w Królewskiej Hucie i Katowicach); działał też w Zagłębiu Dąbrowskim. 
W listopadzie 1933 brał udział w II Plenum KC KPP. W 1935 został sekretarzem KO KPP w Łomży, potem członkiem Komitetu Łódzkiego KPP, a w 1936 sekretarzem Komitetu Warszawskiego KPP. W tym samym roku został aresztowany i osadzony na kilka miesięcy w obozie w Berezie Kartuskiej. Pod koniec września 1939 przedostał się do zajętego przez ZSRR Białegostoku, a następnie w Mińsku, gdzie pracował w redakcji sowieckiej gazety polskojęzycznej „Sztandar Wolności”. 
Zginął podczas bombardowania Mińska przez Niemców w lipcu 1941.